# 韋波村 (亞利桑那州)
韋波村（英語：Wepo Village）是位於美國亞利桑那州納瓦霍縣的一個非建制地區。該地的面積和人口皆未知。

## 地理
韋波村的座標為35°53′36″N 110°22′26″W / 35.89333°N 110.37389°W，而該地的平均海拔高度為1763米（即5784英尺）。